# Ardent Worship
Ardent Worship je první živé album americké křesťanské rockové skupiny Skillet. Album vyšlo 29. září roku 2000.

## Seznam skladeb
| Pořadí         | Název                                | Délka |
| -------------- | ------------------------------------ | ----- |
| 1.             | Who Is Like Our God                  | 5:15  |
| 2.             | Your Name Is Holy                    | 5:05  |
| 3.             | How Deep the Father's Love for Us    | 4:08  |
| 4.             | Jesus, Jesus (Holy and Anointed One) | 4:14  |
| 5.             | We're Thirsty                        | 3:03  |
| 6.             | Jesus Be Glorified                   | 4:38  |
| 7.             | Sing to the Lord                     | 6:13  |
| 8.             | Angels Fall Down                     | 7:28  |
| 9.             | Safe With You                        | 4:53  |
| 10.            | Shout to the Lord                    | 6:30  |
| Celková délka: | Celková délka:                       | 51:33 |

## Obsazení

#### Skillet
- John Cooper – zpěv, basová kytara
- Korey Cooper – klávesy, doprovodný zpěv
- Kevin Haaland – kytary
- Lori Peters – bicí

#### Ostatní hudebníci
- Ken Steorts – kytara (na "Safe With You" a "Shout to the Lord")
- Trey McClurkin – bicí (na "Safe With You" a "Shout to the Lord")